# Presidents’ Trophy
Presidents’ Trophy – przechodnie trofeum przyznawane w National Hockey League (NHL) dla drużyny, która w sezonie zasadniczym zdobyła najwięcej punktów. Jeżeli dwie drużyny mają taką samą liczbę punktów, to o przyznaniu nagrody decyduje wyższa liczba zwycięstw "regulaminowych", czyli zdobytych w ciągu trzech tercji, bez konieczności dodatkowego rozstrzygnięcia w dogrywce. Zwycięski zespół otrzymuje również 350 000 dolarów kanadyjskich. Dotychczas trofeum zostało wręczane 38 razy, szesnastu drużynom. Po raz pierwszy zostało przyznane w 1986 roku.

## Zdobywcy w sezonach

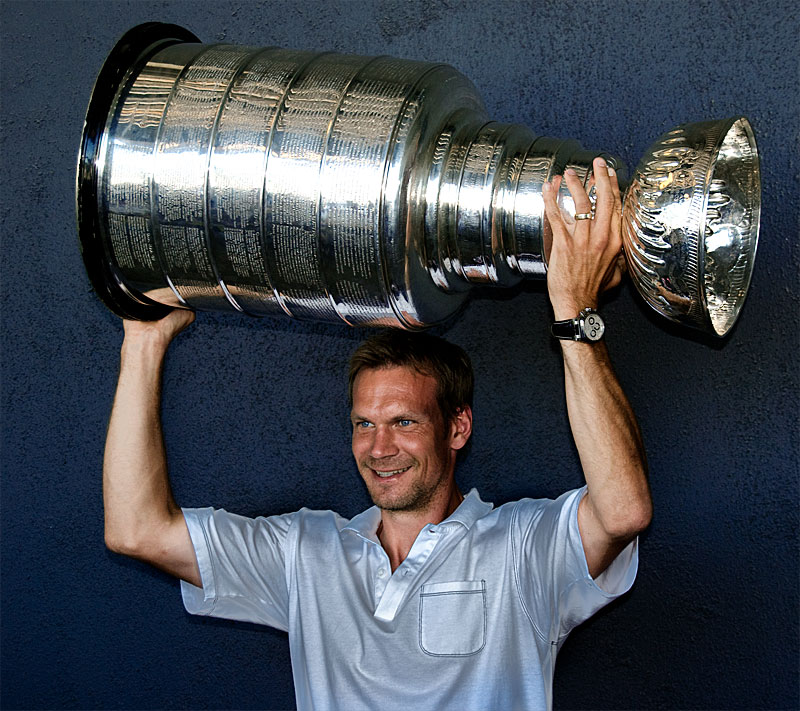
Nicklas Lidström razem z Detroit Red Wings sześć razy zdobył Presidents’ Trophy.

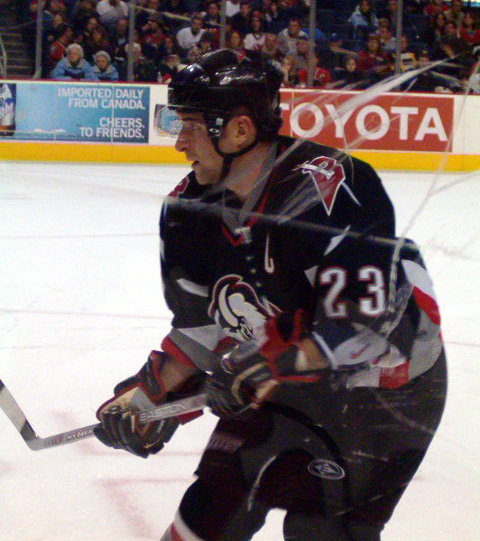
Chris Drury grał dla Colorado Avalanche w 2001 oraz w Buffalo Sabres w 2007.

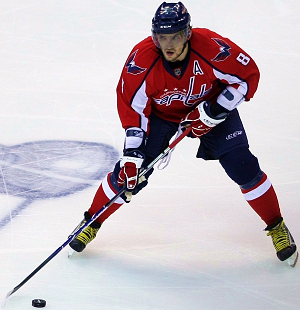
Aleksandr Owieczkin, kapitan drużyny Capitals w sezonie 2009/2010.

Drużyna zwyciężyła w finale Pucharu Stanleya.
     Drużyna przegrała w finale Pucharu Stanleya.
     Drużyna przegrała w pierwszej rundzie play-off.
| Sezon | Zwycięzca                                | Punkty                                   | Rezultat play-off                        | #                                        |
| ----- | ---------------------------------------- | ---------------------------------------- | ---------------------------------------- | ---------------------------------------- |
| 1986  | Edmonton Oilers                          | 119                                      | Porażka w finale dywizji (CGY)           | 1                                        |
| 1987  | Edmonton Oilers                          | 105                                      | Zdobywca Pucharu Stanleya                | 2                                        |
| 1988  | Calgary Flames                           | 105                                      | Porażka w finale dywizji (EDM)           | 1                                        |
| 1989  | Calgary Flames                           | 117                                      | Zdobywca Pucharu Stanleya                | 2                                        |
| 1990  | Boston Bruins                            | 101                                      | Porażka w finale Pucharu Stanleya (EDM)  | 1                                        |
| 1991  | Chicago Blackhawks                       | 106                                      | Porażka w półfinale dywizji (MIN)        | 1                                        |
| 1992  | New York Rangers                         | 105                                      | Porażka w finale dywizji (PIT)           | 1                                        |
| 1993  | Pittsburgh Penguins                      | 119                                      | Porażka w finale dywizji (NYI)           | 1                                        |
| 1994  | New York Rangers                         | 112                                      | Zdobywca Pucharu Stanleya                | 2                                        |
| 1995  | Detroit Red Wings                        | 70                                       | Porażka w finale Pucharu Stanleya (NJD)  | 1                                        |
| 1996  | Detroit Red Wings                        | 131                                      | Porażka w finale konferencji (COL)       | 2                                        |
| 1997  | Colorado Avalanche                       | 107                                      | Porażka w finale konferencji (DET)       | 1                                        |
| 1998  | Dallas Stars                             | 109                                      | Porażka w finale konferencji (DET)       | 1                                        |
| 1999  | Dallas Stars                             | 114                                      | Zdobywca Pucharu Stanleya                | 2                                        |
| 2000  | St. Louis Blues                          | 114                                      | Porażka w ćwierćfinale konferencji (SJS) | 1                                        |
| 2001  | Colorado Avalanche                       | 118                                      | Zdobywca Pucharu Stanleya                | 2                                        |
| 2002  | Detroit Red Wings                        | 116                                      | Zdobywca Pucharu Stanleya                | 3                                        |
| 2003  | Ottawa Senators                          | 113                                      | Porażka w finale konferencji (NJD)       | 1                                        |
| 2004  | Detroit Red Wings                        | 109                                      | Porażka w półfinale konferencji (CGY)    | 4                                        |
| 2005  | Nie wyłoniono zwycięzcy z powodu lokautu | Nie wyłoniono zwycięzcy z powodu lokautu | Nie wyłoniono zwycięzcy z powodu lokautu | Nie wyłoniono zwycięzcy z powodu lokautu |
| 2006  | Detroit Red Wings                        | 124                                      | Porażka w ćwierćfinale konferencji (EDM) | 5                                        |
| 2007  | Buffalo Sabres                           | 113                                      | Porażka w finale konferencji (OTT)       | 1                                        |
| 2008  | Detroit Red Wings                        | 115                                      | Zdobywca Pucharu Stanleya                | 6                                        |
| 2009  | San Jose Sharks                          | 117                                      | Porażka w ćwierćfinale konferencji (ANA) | 1                                        |
| 2010  | Washington Capitals                      | 121                                      | Porażka w ćwierćfinale konferencji (MTR) | 1                                        |
| 2011  | Vancouver Canucks                        | 117                                      | Porażka w finale Pucharu Stanleya (BOS)  | 1                                        |
| 2012  | Vancouver Canucks                        | 111                                      | Porażka w ćwierćfinale konferencji (LAK) | 2                                        |
| 2013  | Chicago Blackhawks                       | 70                                       | Zdobywca Pucharu Stanleya                | 2                                        |
| 2014  | Boston Bruins                            | 117                                      | Porażka w półfinale konferencji (MTR)    | 2                                        |
| 2015  | New York Rangers                         | 113                                      | Porażka w finale konferencji (TBL)       | 3                                        |
| 2016  | Washington Capitals                      | 120                                      | Porażka w półfinale konferencji (PIT)    | 2                                        |
| 2017  | Washington Capitals                      | 118                                      | Porażka w półfinale konferencji (PIT)    | 3                                        |
| 2018  | Nashville Predators                      | 117                                      | Porażka w półfinale konferencji (WIN)    | 1                                        |
| 2019  | Tampa Bay Lightning                      | 128                                      | Porażka w ćwierćfinale konferencji (CBJ) | 1                                        |
| 2020  | Boston Bruins                            | 100                                      | Porażka w półfinale konferencji (TBL)    | 3                                        |
| 2021  | Colorado Avalanche                       | 82                                       | Porażka w półfinale konferencji (VGK)    | 3                                        |
| 2022  | Florida Panthers                         | 122                                      | Porażka w półfinale konferencji (TBL)    | 1                                        |
| 2023  | Boston Bruins                            | 135                                      | Porażka w ćwierćfinale konferencji (FLA) | 4                                        |
| 2024  | New York Rangers                         | 114                                      | Porażka w finale konferencji (FLA)       | 4                                        |